# Île Mwâréya
L’île Mwâréya est un îlot de Nouvelle-Calédonie appartenant administrativement à la commune de l'Île des Pins.